# 박수병
박수병(朴洙丙)은 한국의 독립운동가이다. 1992년 대통령표창을 추서받았으며 본관은 함양이다.
박수병은 1894년 5월 9일 경상북도 인동 칠곡군에서 태어났다. 그는 1919년 독립운동 의식을 일깨우려다가 일본 경찰에게 체포되어 옥고를 치렀다. 출옥 후에는 은거하다가 1979년 사망했다.
묘는 대전현충원에 있다.